# Egon Schöpf
Egon Schöpf (ur. 16 października 1925 w Innsbrucku) – austriacki narciarz alpejski, brązowy medalista mistrzostw świata.
Wystartował na igrzyskach olimpijskich w Sankt Moritz w 1948 roku, gdzie zajął piąte miejsce w zjeździe i szóste w gigancie. Podczas rozgrywanych dwa lata później mistrzostw świata w Aspen wywalczył brązowy medal w zjeździe. W zawodach tych wyprzedzili go jedynie Włoch Zeno Colò i Francuz James Couttet. Na ten samej imprezie był piąty w slalomie, a w gigancie uplasował się na dwudziestej pozycji. Brał również udział w igrzyskach olimpijskich w Oslo w 1952 roku, jednak zjazdu nie ukończył, a w gigancie został zdyskwalifikowany.
W latach 1947, 1948 i 1949 był mistrzem Austrii w slalomie, w 1948 roku wygrał kombinację, a rok później był też najlepszy w zjeździe. 

## Osiągnięcia

### Igrzyska olimpijskie
| Miejsce | Dzień     | Rok  | Miejscowość  | Konkurencja | Czas biegu | Strata | Zwycięzca      |
| ------- | --------- | ---- | ------------ | ----------- | ---------- | ------ | -------------- |
| 5.      | 2 lutego  | 1948 | Sankt Moritz | Zjazd       | 2:55,0     | +6,2   | Henri Oreiller |
| 6.      | 5 lutego  | 1948 | Sankt Moritz | Slalom      | 2:10,3     | +3,9   | Edy Reinalter  |
| DSQ     | 15 lutego | 1952 | Oslo         | Gigant      | 2:25,0     | -      | Stein Eriksen  |
| DNF     | 16 lutego | 1952 | Oslo         | Zjazd       | 2:30,8     | -      | Zeno Colò      |

### Mistrzostwa świata
| Miejsce | Dzień     | Rok  | Miejscowość  | Konkurencja | Czas biegu | Strata | Zwycięzca         |
| ------- | --------- | ---- | ------------ | ----------- | ---------- | ------ | ----------------- |
| 5.      | 2 lutego  | 1948 | Sankt Moritz | Zjazd       | 2:55,0     | +6,2   | Henri Oreiller    |
| 6.      | 5 lutego  | 1948 | Sankt Moritz | Slalom      | 2:10,3     | +3,9   | Edy Reinalter     |
| 20.     | 14 lutego | 1950 | Aspen        | Gigant      | 1:54,4     | +4,8   | Zeno Colò         |
| 5.      | 16 lutego | 1950 | Aspen        | Slalom      | 2:06,4     | +2,6   | Georges Schneider |
| 3.      | 18 lutego | 1950 | Aspen        | Zjazd       | 2:34,4     | +1,9   | Zeno Colò         |
| DSQ     | 15 lutego | 1952 | Oslo         | Gigant      | 2:25,0     | -      | Stein Eriksen     |
| DNF     | 16 lutego | 1952 | Oslo         | Zjazd       | 2:30,8     | -      | Zeno Colò         |